# 宍道郵便局
宍道郵便局（しんじゆうびんきょく）は、島根県松江市にある郵便局。民営化前の分類では集配特定郵便局であった。

## 概要
住所：〒699-0499 島根県松江市宍道町宍道873-6
西日本旅客鉄道（JR西日本）山陰本線、木次線の宍道駅に隣接して建てられている。

## 沿革
- 1872年8月4日（明治5年7月1日） - 宍道郵便取扱所として開設。
- 1875年（明治8年）1月1日 - 宍道郵便局となる。
- 1992年（平成4年）3月23日 - 来待郵便局から集配業務を移管。
- 2007年（平成19年）10月1日 - 民営化に伴い、併設された郵便事業松江支店宍道集配センターに一部業務を移管。
- 2012年（平成24年）10月1日 - 日本郵便株式会社の発足に伴い、郵便事業松江支店宍道集配センターを宍道郵便局に統合。

## 取扱内容
- 郵便、印紙、ゆうパック、内容証明
- 貯金、為替、振替、振込、国際送金、国債
- 生命保険、バイク自賠責保険
- ゆうちょ銀行ATM
- 松江市内の一部地域（〒699-04xx）の集配業務

## 周辺
- 西日本旅客鉄道（JR西日本）山陰本線、木次線 宍道駅
- 松江市役所宍道支所
- 宍道湖

## アクセス
- 西日本旅客鉄道（JR西日本）山陰本線、木次線 宍道駅下車
- 駐車場あり：4台